# Atlético Nacional
Atlético Nacional (vollständig: Club Atlético Nacional S.A.) ist ein 1947 gegründeter Fußballverein aus Medellín, der zweitgrößten Stadt Kolumbiens. Der Gewinner der Copa Libertadores von 1989 und 2016 zählt zu den bedeutendsten Vereinen des Landes.
Ortsrivale von Nacional ist Independiente Medellín, gegen den der Clásico Paisa ausgetragen wird. Die Fans sehen aber in América und Deportivo Cali aus Cali sowie den Millonarios aus der Hauptstadt Bogotá ihre „Lieblingsgegner“.

## Geschichte
Atlético Nacional gewann die kolumbianische Fußballmeisterschaft erstmals 1954. Zwischen 1973 und 2015 folgten weitere 14 Meisterschaften. Besonders seit 2005 hat sich Nacional zum dominierenden Verein im kolumbianischen Fußball entwickelt. Zwischen 2013 und 2014 konnte der Verein dreimal in Folge die Meisterschaft gewinnen und ist nach dem Titel 2015 alleiniger kolumbianischer Rekordmeister mit insgesamt 16 Meistertiteln.
1989 gewann Nacional die Copa Libertadores, wobei in den Finalspielen gegen Club Olimpia aus Paraguay das Elfmeterschießen entscheiden musste. Weitere internationale Erfolge sind die Siege von 1989 und 1991 in der von 1968 bis 1998 unregelmäßig ausgetragenen Copa Interamericana sowie 1998 und 2000 zwei Siege in der in jenem Zeitraum viermal abgehaltenen Copa Merconorte. 2016 konnte sich Atlético Nacional zum zweiten Mal den Titel der Copa Libertadores sichern. Im Finale gewann der Verein gegen Independiente del Valle aus Ecuador.

## Stadion
Atlético Nacional teilt sich das Estadio Atanasio Girardot mit seinem Ortsrivalen Deportivo Independiente. Das 52.872 Zuschauer fassende Stadion wurde 1953 eingeweiht und ist Teil der weitläufigen Sportanlage Unidad Deportiva Atanasio Girardot. Es war auch Austragungsort bei der Copa América 2001 und Spielstätte der Junioren-Fußballweltmeisterschaft 2011.
Es ist nach einem Helden des kolumbianischen Unabhängigkeitskrieges zu Beginn des 19. Jahrhunderts benannt.

## Reaktion auf den Absturz des LaMia-Fluges 2933
Nachdem am 28. November 2016 bei einem Flugzeugunglück 71 Menschen, darunter 22 Spieler des brasilianischen Fußballvereins und Erstligisten Chapecoense auf dem Weg zum Hinspiel des Finales der Copa Sudamericana gegen Atlético Nacional, zu Tode kamen, wurde dieses Spiel am 29. November 2016 vom südamerikanischen Fußballverband CONMEBOL abgesagt. Das Hinspiel war ursprünglich am 30. November 2016 im Estadio Atanasio Girardot, Medellín, das Rückspiel am 7. Dezember 2016 in der Arena Condá, Chapecó, geplant. Der Bürgermeister von Medellín, Federico Gutiérrez, sprach von einer Tragödie riesigen Ausmaßes.
Atlético Nacional kündigte unmittelbar nach dem Unglück an, auf den Titel zu verzichten und forderte stattdessen, Chapecoense zum Titelträger der Copa Sudamericana zu küren. Am 2. Dezember 2016 erklärte der südamerikanische Fußballverband Conmebol den Klub zum Sieger der Copa Sudamericana 2016. Im Zusammenhang mit der Titelvergabe wurde auch die Prämienausschüttung bekannt gegeben. An Chapecoense als Titelträger wurden demnach zwei Millionen USD ausgeschüttet. Als Fair-Play-Auszeichnung wurde Atlético Nacional eine Million US-Dollar zugesprochen.

## Sportlicher Verlauf

### Erfolge
- Copa Libertadores: 1989, 2016
- Recopa Sudamericana: 2017
- Copa Merconorte: 1998, 2000
- Copa Interamericana: 1989, 1995
- Kolumbianischer Meister: 1954, 1973, 1976, 1981, 1991, 1994, 1999, 2005-I, 2007-I, 2007-II, 2011-I, 2013-I, 2013-II, 2014-I, 2015-II, 2017-I, 2024-II
- Kolumbianischer Pokalsieger: 2012, 2013, 2016, 2018
- Superliga de Colombia: 2012, 2016

### Saisondaten

#### Saisondaten von 1948 bis 1967
| Spielzeit | Liga                  | Platz | Bemerkung                  |
| --------- | --------------------- | ----- | -------------------------- |
| 1948      | Campeonato Colombiano | 6.    | Als Atlético Municipal     |
| 1949      | Campeonato Colombiano | 7.    | Als Atlético Municipal     |
| 1950      | Campeonato Colombiano | 15.   | Als Atlético Municipal     |
| 1951      | Campeonato Colombiano | 15.   |                            |
| 1952      | Campeonato Colombiano | 13.   |                            |
| 1953      | Campeonato Colombiano | 7.    |                            |
| 1954      | Campeonato Colombiano | 1.    | Meister                    |
| 1955      | Campeonato Colombiano | 2.    |                            |
| 1956      | Campeonato Colombiano | 9.    |                            |
| 1957      | Campeonato Colombiano | 10.   |                            |
| 1958      | Campeonato Colombiano | 5.    | Als Independiente Nacional |
| 1959      | Campeonato Colombiano | 5.    |                            |
| 1960      | Campeonato Colombiano | 9.    |                            |
| 1961      | Campeonato Colombiano | 11.   |                            |
| 1962      | Campeonato Colombiano | 10.   |                            |
| 1963      | Campeonato Colombiano | 11.   |                            |
| 1964      | Campeonato Colombiano | 9.    |                            |
| 1965      | Campeonato Colombiano | 2.    |                            |
| 1966      | Campeonato Colombiano | 12.   |                            |
| 1967      | Campeonato Colombiano | 11.   |                            |

#### Saisondaten von 1968 bis 1982
| Spielzeit | Liga                  | Apertura | Finalización | Finalrunde     |
| --------- | --------------------- | -------- | ------------ | -------------- |
| 1968      | Campeonato Colombiano | 12.      | 9.           | -              |
| 1969      | Campeonato Colombiano | 14.      | 10.          | -              |
| 1970      | Campeonato Colombiano | 8.       | 14.          | -              |
| 1971      | Campeonato Colombiano | 1.       | 3.           | 2.             |
| 1972      | Campeonato Colombiano | 5.       | 3.           | -              |
| 1973      | Campeonato Colombiano | 3.       | 1.           | 1.             |
| 1974      | Campeonato Colombiano | 1.       | 5. Gruppe A  | 2.             |
| 1975      | Campeonato Colombiano | 12.      | 5. Gruppe B  | -              |
| 1976      | Campeonato Colombiano | 4.       | 2. Gruppe A  | 1.             |
| 1977      | Campeonato Colombiano | 6.       | 3. Gruppe A  | 4.             |
| 1978      | Campeonato Colombiano | 1.       | 3. Gruppe A  | 1. Gruppe A 3. |
| 1979      | Campeonato Colombiano | 9.       | 2. Gruppe B  | 3. Gruppe A    |
| 1980      | Campeonato Colombiano | 8.       | 2. Gruppe B  | 2. Gruppe A 4. |
| 1981      | Campeonato Colombiano | 3.       | 4. Gruppe A  | 2. Gruppe A 1. |
| 1982      | Campeonato Colombiano | 4.       | 3. Gruppe A  | 6.             |

#### Saisondaten von 1983 bis 1986
| Spielzeit | Liga                  | Copa de la Paz/Apertura | Torneo Nacional/Finalización | Finalrunde |
| --------- | --------------------- | ----------------------- | ---------------------------- | ---------- |
| 1983      | Campeonato Colombiano | 5. Gruppe B             | 1.                           | 3.         |
| 1984      | Campeonato Colombiano | 2. Gruppe A             | 2.                           | 7.         |
| 1985      | Campeonato Colombiano | 3. Gruppe B             | 3.                           | 6.         |
| 1986      | Campeonato Colombiano | 4. Gruppe B             | 5.                           | 6.         |

#### Saisondaten von 1987 bis 2001
| Spielzeit | Liga                  | Gesamttabelle  | Finalrunde     | Bemerkung                       |
| --------- | --------------------- | -------------- | -------------- | ------------------------------- |
| 1987      | Campeonato Colombiano | 2.             | 4.             |                                 |
| 1988      | Campeonato Colombiano | 1.             | 2.             |                                 |
| 1989      | Campeonato Colombiano | -              | -              | Turnier wurde abgebrochen       |
| 1990      | Copa Mustang          | 4.             | 1. Gruppe B 2. |                                 |
| 1991      | Copa Mustang          | 5.             | 1. Gruppe A 1. | Meister                         |
| 1992      | Copa Mustang          | 3.             | 2. Gruppe A 2. |                                 |
| 1993      | Copa Mustang          | 8.             | 1. Gruppe A 3. |                                 |
| 1994      | Copa Mustang          | 1.             | 1. Gruppe A 1. | Meister                         |
| 1995      | Copa Mustang          | 3.             |                | Kurzturnier                     |
| 1995/96   | Copa Mustang          | 3.             | 2. Gruppe B 3. |                                 |
| 1996/97   | Copa Mustang          | 2. 1. Gruppe C | 3.             | Zwei Turniere mit einem Meister |
| 1998      | Copa Mustang          | 2.             | 2. Gruppe B    |                                 |
| 1999      | Copa Mustang          | 1.             | 1.             | Meister                         |
| 2000      | Copa Mustang          | 7.             | -              |                                 |
| 2001      | Copa Mustang          | 9.             | -              |                                 |

#### Saisondaten seit 2002
| Spielzeit | Liga                 | Platz | Finalrunde              |
| --------- | -------------------- | ----- | ----------------------- |
| 2002-I    | Copa Mustang         | 3.    | Vizemeister             |
| 2002-II   | Copa Mustang         | 8.    | 4. Gruppe B             |
| 2003-I    | Copa Mustang         | 14.   | -                       |
| 2003-II   | Copa Mustang         | 2.    | 3. Gruppe B             |
| 2004-I    | Copa Mustang         | 3.    | Vizemeister             |
| 2004-II   | Copa Mustang         | 5.    | Vizemeister             |
| 2005-I    | Copa Mustang         | 1.    | Meister                 |
| 2005-II   | Copa Mustang         | 11.   | -                       |
| 2006-I    | Copa Mustang         | 4.    | 3. Gruppe B             |
| 2006-II   | Copa Mustang         | 5.    | 2. Gruppe A             |
| 2007-I    | Copa Mustang         | 3.    | Meister                 |
| 2007-II   | Copa Mustang         | 1.    | Meister                 |
| 2008-I    | Copa Mustang         | 14.   | -                       |
| 2008-II   | Copa Mustang         | 3.    | 4. Gruppe A             |
| 2009-I    | Copa Mustang         | 17.   | -                       |
| 2009-II   | Copa Mustang         | 7.    | 2. Gruppe B             |
| 2010-I    | Liga Postobón        | 8.    | -                       |
| 2010-II   | Liga Postobón        | 4.    | 4. Gruppe B             |
| 2011-I    | Liga Postobón        | 3.    | Meister                 |
| 2011-II   | Liga Postobón        | 12.   |                         |
| 2012-I    | Liga Postobón        | 12.   | -                       |
| 2012-II   | Liga Postobón        | 5.    | 2. Gruppe B             |
| 2013-I    | Liga Postobón        | 2.    | Meister                 |
| 2013-II   | Liga Postobón        | 1.    | Meister                 |
| 2014-I    | Liga Postobón        | 1.    | Meister                 |
| 2014-II   | Liga Postobón        | 3.    | 3. Gruppe A             |
| 2015-I    | Liga Águila          | 6.    | Viertelfinale           |
| 2015-II   | Liga Águila          | 1.    | Meister                 |
| 2016-I    | Liga Águila          | 2.    | Halbfinale              |
| 2016-II   | Liga Águila          | 1.    | Halbfinale              |
| 2017-I    | Liga Águila          | 1.    | Meister                 |
| 2017-II   | Liga Águila          | 3.    | Viertelfinale           |
| 2018-I    | Liga Águila          | 1.    | Vizemeister             |
| 2018-II   | Liga Águila          | 9.    | -                       |
| 2019-I    | Liga Águila          | 5.    | 4. Gruppe B             |
| 2019-II   | Liga Águila          | 1.    | 3. Gruppe A             |
| 2020      | Liga BetPlay Dimayor | 3.    | Viertelfinale           |
| 2021-I    | Liga BetPlay Dimayor | 1.    | Viertelfinale           |
| 2021-II   | Liga BetPlay Dimayor | 1.    | 3. Gruppe A             |
| 2022-I    | Liga BetPlay Dimayor | 3.    | 1. Gruppe A Meister     |
| 2022-II   | Liga BetPlay Dimayor | 9.    | -                       |
| 2023-I    | Liga BetPlay Dimayor | 3.    | 1. Gruppe A Vizemeister |

## Trainerhistorie
- Rafael Serna (1948)
- Fernando Paternóster (1948–1951)
- Ricardo Ruiz (1951–1952)
- José Sáule (1952–1953)
- Fernando Paternóster (1954–1956)
- Francisco Zuluaga (1969–1970)
- Vladica Popović (1973)
- Osvaldo Zubeldía (1976–1982)
- Miguel Ángel López (1982)
- Luis Cubilla (1983)
- Francisco Maturana (1987–1990)
- Hernán Darío Gómez (1990–1993)
- Óscar Héctor Quintabani (2006–2008)
- Gabriel Gómez (2008)
- Luis Fernando Suárez (2008–2009)
- Ramón Cabrero (2009–2010)
- José Santa (2010)[5]
- Santiago Escobar (2010–2012)[6]
- Juan Carlos Osorio (2012–2015)[7]
- Reinaldo Rueda (2015–2017)[8]
- Juanma Lillo (2017)[9]
- Jorge Almirón (2017–2018)[10]
- Hernán Darío Herrera (2018)[11]
- Paulo Autuori (2018–2019)
- Juan Carlos Osorio (2019–)

## Ehemalige Spieler
- Leonel Álvarez
- Juan Pablo Ángel
- Víctor Aristizábal
- Faustino Asprilla
- Miguel Calero
- Iván Córdoba
- Andrés Escobar
- René Higuita
- Iván Hurtado
- Aquivaldo Mosquera
- Mauricio Serna
- David Ospina Ramírez